# Cire
Ciré (siré) je pestro poslikano blago iz bombaža ali sintetičnih vlaken. Ime izhaja iz francoske besede za vosek. Cire izdelajo tako, da na blago nanesejo stopljen vosek, tako da blago postane lesketajoče. Povoščene tkanine so bile priljubljene za dežne plašče predvsem v 20. letih, 30. letih in 60. letih 20. stoletja.